# Application judiciaire dédiée à la révélation des crimes et délits en série
Pour les articles homonymes, voir Périclès (homonymie).
L'Application judiciaire dédiée à la révélation des crimes et délits en série ou, sous forme acronyme AJDRCDS, nommé dans un premier temps Périclès, est un système informatique en cours de mise au point par la Gendarmerie nationale, en France, dans le cadre du projet de loi Loppsi, présenté en conseil des ministres le 27 mai 2009, et dont le but est de permettre une mise en commun des informations des différents fichiers français, des bases de données d'autres administrations (les bases des permis de conduire ou cartes grises, des douanes, par exemple), des systèmes d'informations des opérateurs privés de téléphonie ou des banques, grâce à un système de réquisition judiciaire accélérée (également nécessaire pour un accès aux fichiers du fisc ou de la Sécurité sociale, par exemple). Il sera accessible aux magistrats et gendarmes ou policiers habilités judiciairement, et cela seulement en ce qui concerne des délits passibles d'au moins 5 ans d'emprisonnement,.
Le fichier peut également recueillir toutes les informations disponibles sur Internet sur toutes les « sources ouvertes ». Cela inclut à la fois les moteurs de recherche et les réseaux sociaux ; ce dernier point inquiète largement, au vu des risques d'atteinte à la vie privée.